# Движон, Юрий
Юрий Движон (укр. Юрій Двіжон; род. 31 января 1993, Тернополь, Украина) — украинский клипмейкер и режиссёр.

## Биография
Родился в Тернополе. В 17 лет со своим братом-близнецом переехал в Киев и начал учиться в Киевском национальном университете культуры и искусств. С 18 лет Движон начал работать на телевидении ассистентом режиссёра на проекте «Моя правда» (СТБ). Позже, на проектах «Холостяк», «Дорогая, мы убиваем детей». Также работал над проектами «От пацанки до панянки», «Голос страны» и «Половинки». Параллельно кроме телевидения был ассистентом одного из киевских клипмейкеров.
17 мая 2019 года в Международный день борьбы с гомофобией, Киевпрайд совместно с Движоном запустили информкампанию «Борітеся — поборете!». Целью проекта было привлечь внимание к проблеме дискриминации ЛГБТ людей в Украине. 19 июня в Киеве состоялся показ документального фильма «Не ховай очей-2. Наши в США», о судьбе украинских ЛГБТ-эмигрантов, режиссёром и продюсером которого выступил Движон.

## Личная жизнь
Движон — открытый гей. Каминг-аут он сделал в 18 лет, открывшись своему брату. Публичный каминг-аут Юрий сделал уже в 2018 году выпустив клип на песню Ирины Билык «Не ховай очей».

## Творчество

### Клипы
| Год  | Название            | Исполнитель                     |
| ---- | ------------------- | ------------------------------- |
| 2016 | «Аура»              | Алекс Захарчук                  |
| 2016 | «Волшебники»        | Ирина Билык                     |
| 2017 | «Закохався»         | Роман Скорпион                  |
| 2017 | «Между Нами»        | Merlich                         |
| 2017 | «Неправильно»       | Артём Качер                     |
| 2017 | «Викраду»           | Павел Зибров                    |
| 2017 | «Chikabella»        | Амадор Лопес & Rumbero’s        |
| 2017 | «Лживы»             | Любочка                         |
| 2017 | «Не говори»         | Elton                           |
| 2018 | «Не питай»          | Ирина Билык                     |
| 2018 | «Mi Musica»         | Rumbero’s                       |
| 2018 | «Не ховай очей»     | Ирина Билык                     |
| 2018 | «Поближе»           | Любочка                         |
| 2018 | «Заново»            | Буянова                         |
| 2018 | «И всё хорошо»      | RULADA                          |
| 2018 | «Наш час»           | ERÔMIN                          |
| 2018 | «Саме той»          | Анастасия Приходько             |
| 2018 | «Постіль»           | Jerry Heil                      |
| 2018 | «Чому»              | Анна-Мария                      |
| 2019 | «Про весну»         | Христина Соловий                |
| 2019 | «My Road»           | Анна-Мария                      |
| 2019 | «Цілуй Мене»        | Shy & Pianoбой                  |
| 2019 | «Ти мовчиш»         | Shy                             |
| 2019 | «Янголи плачуть»    | Оля Цибульская                  |
| 2019 | «Повернись»         | Shy                             |
| 2019 | «П.М.С.»            | Lauta                           |
| 2020 | «Зима»              | Олег Скрипка и Кристина Соловий |
| 2020 | «Твої слова»        | Shy                             |
| 2020 | «Крила»             | Tarabarova                      |
| 2020 | «Темно»             | Khayat                          |
| 2021 | «Не стримуй погляд» | Ирина Билык                     |

### Фильмы
| Год  |     | Русское название             | Оригинальное название       | Роль  |
| ---- | --- | ---------------------------- | --------------------------- | ----- |
| 2018 | док | Не прячь глаза               | Не ховай очей               | камео |
| 2019 | док | Не прячь глаза-2. Наши в США | Не ховай очей-2. Наші в США | камео |